# 데이비드 사이먼
데이비드 사이먼(David Simon), 1982년 8월 9일 ~ )은 안양 KGC인삼공사에 속해 있는 농구 선수이다.